# Mikwe (Herborn)

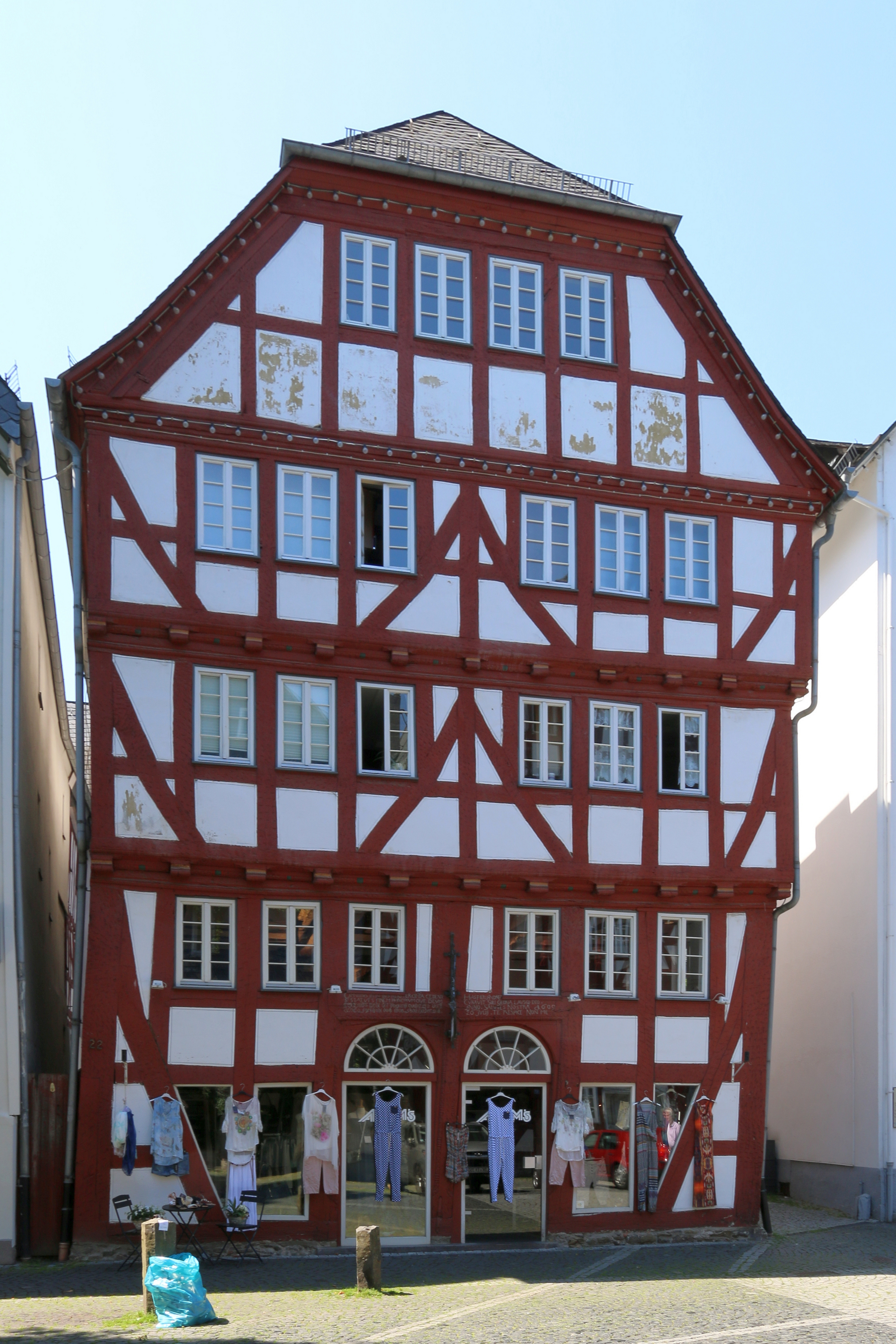
Kornmarkt 22. Hier befindet sich im Keller die ehemalige Mikwe.

Die Mikwe in Herborn war das rituelle Bad der Jüdischen Gemeinde Herborn.

## Geografische Lage
Die Mikwe befindet sich im Kellergewölbe des Hauses Kornmarkt 22, einem Gebäude, das von 1677 bis 1875 von der Jüdischen Gemeinde in der Stadt Herborn (heute: Lahn-Dill-Kreis, in Hessen) genutzt wurde. Hier befanden sich auch die Synagoge und der Schulraum der jüdischen Gemeinde.

## Geschichte
Eine Datierung des Bades aus dem baugeschichtlichen Befund erwies sich als nicht möglich. Sicher scheint, dass die Mikwe wohl mit der Nutzung des Gebäudes als Kultus-Zentrum der Gemeinde – eventuell auch nachträglich – in den Keller des Gebäudes eingebaut wurde. Die verschachtelte Anlage zweier nicht zueinander passender Tonnengewölbe ließ auch die Vermutung entstehen, dass die Anlage eventuell schon aus dem 14. Jahrhundert stammt, als es eine erste jüdische Gemeinde in Herborn lebte. Nachweisen lässt sich das aber nicht. Spuren mehrfacher Reparaturen der Anlage zwischen dem 17. und 19. Jahrhundert wurden nachgewiesen. Die letzte größere Renovierung des Bades fand im 19. Jahrhundert statt, als staatlicherseits Vorschriften zum Betrieb von Mikwen erlassen wurden, die bestimmte Standards setzten. Ob die Mikwe nach 1875 noch genutzt wurde, als die Synagoge an eine andere Stelle verlegt wurde, konnte ebenfalls nicht geklärt werden. Bei der neuen Synagoge befand sich allerdings keine Mikwe.
Anlässlich einer Sanierung des Gebäudes wurde die Mikwe 1983 wiederentdeckt, freigelegt und bis 1984 restauriert. Die Mikwe wird heute durch das Museum Herborn in der Hohen Schule der Stadt betreut und ist über einen Seiteneingang in der Straße Hanauer Hof für Besucher zugänglich.

## Baubefund
Die Mikwe befindet sich in der südlichen Hälfte des aus Bruchsteinen gemauerten Gewölbekellers in einem eigenen kleinen Tonnengewölbe, dass um 90 Grad gegen das Gewölbe des Kellers versetzt ist. Das Becken war mit Ziegeln ausgemauert, teilweise auch mit Eichenholz verkleidet.
Die Mikwe ist aufgrund des Hessischen Denkmalschutzgesetzes ein Kulturdenkmal.